# The Swingin' Medallions
The Swingin' Medallions, amerikansk rockgrupp bildad I original bestod gruppen av hela åtta musiker, John McElrath (sång/keyboard), Jimbo Doares (gitarr), Brent Fortson (keyboard), Steve Caldwell (keyboard/saxofon), Jim Perkins (basgitarr/saxofon), Carrol Bledsoe (trumpet), Charlie Webber (trumpet), och Joe Morris (trummor).
Gruppen bildades i slutet av 1950-talet som Pieces of Eight, senare The Medallions, och det var inte förrän 1965 man bytte till namnet Swingin' Medallions. 1966 kom deras största och mest kända hit, "Double Shot (Of My Baby's Love)". Låten handlade om en tjej vars kärlek var så stark att den gjorde en full(!). Den framfördes av de åtta musiker som nämnts ovan, och eftersom de var så många var det lätt att få till känslan av party i låten. "Double Shout" nådde billboardlistans sjuttonde plats i USA. De släppte fler låtar ("She Drives Me Out Of My Mind" och "Hey, Hey Baby") som blev mindre hits, men det är antagligen "Double Shout" man associerar med gruppen.
Swingin' Medallions turnerar fortfarande (2014) regelbundet.

## Medlemmar
Originalmedlemmar
- John McElrath – sång, keyboard (1962– )
- Joe Morris – trummor, sång (1962–1969, 2003– )
- Jimmy Perkins – basgitarr, sång (1964–1971, 2011– )
- Hack Bartley – tenorsaxofon, keyboard, sång (1967– )
- Grainger Hines – baritonsaxofon, sång (1967–1972)
- Brent Fortson – saxofon, flöjt, sång (1963–1968, 2004– )
- Carroll Bledsoe – trumpet, sång (1961–1975)
- Jim Doares – gitarr, sång (1964–1970)
- Freddie Pugh – saxofon, sång
- Perrin Gleaton – gitarr, sång

Nuvarande medlemmar
- John McElrath – sång, keyboard (1962– )
- Joe Morris – trummor, sång (1962–1969, 2003– )
- Jimmy Perkins – basgitarr, sång (1964–1971, 2011– )
- Shawn McElrath – basgitarr, saxofon, flöjt, sång (1984– )
- Shane McElrath – sång, altsaxofon, keyboard, gitarr, trumpet (1986– )
- Robby Cox – trummor (1986– )
- Chris Crowe – baritonsax, slagverk, sång (1995–2004, 2012– )
- Jimmy Perkins – sång, baritonsax, basgitarr (1964–1971, 2011)
- Josh Snelling – sång, trumpet, slagverk (2007– )
- Gray Hines – gitarr, sång (1997–2002, 2013– )
- Larry Freeland – gitarr, sång (1984–1987, 2013– )
- Larry Roark – keyboard (1962–1964, 2013– )

Övriga medlemmar
- Jerry Polk – sång, trummor, trumpet (av och på sedan 2004)
- Brad Anderson – sång, baritonsaxofon, gitarr (2005–2012)
- Richard Loper – trumpet, sång (1987–2002, av och på sedan 2005)
- Ashby Stokes – sång, gitarr (1999–2008)
- Jake Bartley – sång, gitarr, basgitarr, keyboard, altsaxofon (2006–2011)
- Matt Sprouse – piano, saxofon (2007–2013)

## Diskografi
Album
- Double Shout (1966)
- Sun Sand And Sea (1981)

Singlar
- "I Found A Rainbow" / "Don't Cry No More" (1966)
- "Double Shot (Of My Baby's Love)" / "Here It Comes Again" (1966)
- "She Drives Me Out Of My Mind" / "You Gotta Have Faith" (1966)
- "I Don't Want To Lose You Baby" / "Night Owl" (1966)
- "We're Gonna Hate Ourselves In The Morning" / "It's Alright (You're Just In Love)" (1970)